# Bilal Ag Acherif
Bilal Ag Acherif (også stavet Billal, Ag Cherif) er generalsekretæren for Den nationale bevægelse for Azawads løsrivelse (MNLA), og han har ledet bevægelsen under Konflikten i Mali i 2012, under denne konflikt erklærede bevægelsen Azawad uafhængighed fra Mali, selv om landet ikke er blevet anerkendt af nogen andre stater eller internationale organisationer. 6. april 2012 var han den som undertegnede Azawads uafhængighedserklæring i landets selverklærede hovedstad Gao.